# Négociant en carbone
Un négociant en carbone, est un acteur financier transigeant des crédits-carbone.
Les crédits-carbone sont des instruments financiers générés par l'implémentation de projets de réduction d'émissions de gaz à effet de serre, par l'utilisation de technologies vertes, ou par des mesures d'efficacité énergétique.
La négociation peut se faire sur différent marché du carbone existant en Europe, en Amérique ou ailleurs (Japon, Australie).
Selon la Banque mondiale, la valeur du marché du carbone fut de 11 milliards de dollar US en 2005, la première année de négociation. Le marché fut évalué à 30 milliards de dollars pour l'année 2006, et est estimé à 64 milliards de dollars pour l'année 2007. Le marché du carbone est un des secteurs connaissant la plus forte croissance. D'ici 2020, le marché mondial du carbone pourrait atteindre 565 milliards de dollars US selon Point Carbon, une firme de recherche spécialisé de Oslo.

## Changements climatiques
Selon le GIEC, les émissions de carbone, venant principalement des énergies fossiles, doivent être stabilisées d'ici 2015 et ensuite réduites. Faute de quoi, les conséquences pourraient être désastreuses, selon le président du GIEC, Rajendra Kumar Pachauri. Déjà, dans la situation actuelle, dès 2020, entre 75 et 250 millions de personnes en Afrique souffriront de pénurie d'eau, les habitants des mégapoles d'Asie seront menacés par les inondations des rivières et de la hausse du niveau de la mer, nombre d'espèces vont disparaître en Europe, et l'Amérique connaîtra des vagues de chaleur torrides. La conférence de l'ONU organisée à Bali, en Indonésie du 3 au 14 décembre 2007, doit lancer les négociations pour un nouvel accord international sur la réduction des gaz à effet de serre, en remplacement du protocole de Kyoto, expirant en 2012.